# Mouvement indépendant populaire
Le Mouvement indépendant populaire, abrégé en MIP, est un parti politique luxembourgeois à enjeu unique des années 1960. Il cherche à représenter les intérêts des 12 000 personnes qui ont été enrôlées dans la Wehrmacht au cours de l'occupation allemande du Luxembourg pendant la Seconde Guerre mondiale.

## Histoire
Le parti tente de réclamer une indemnisation auprès du gouvernement de l'Allemagne de l'Ouest pour les personnes enrôlées de force dans la Wehrmacht durant la Seconde Guerre mondiale. Un traité de 1959 entre l'Allemagne de l'Ouest et le Luxembourg, qui indemnisait ce dernier pour l'occupation allemande et reconnaissait la légitimité des actions de la résistance, était considéré par les anciens enrôlés comme une discrimination à leur encontre, et l'appelait le « traité de la honte ». Le traité a pris deux ans pour être ratifié, après un long débat à la Chambre des députés et une manifestation de 10 000 personnes sur la place Guillaume II, à Luxembourg-Ville.
Le Mouvement indépendant populaire a été formé à la suite de ces manifestations ; ce parti est de façon plus générale anti-establishment et sans programme politique clair sur des questions d'ordre général. Il obtient 5,9 % des voix et deux sièges aux élections législatives de 1964, devenant ainsi le premier nouveau parti depuis les élections législatives de 1945 à gagner un siège à la Chambre des députés. Le MIP fusionne avec le parti démocratique (DP) avant les élections législatives de 1968. Cependant, le député Jean Reisdoerfer rejette cette fusion et fonde le Parti pour la solidarité nationale (PSN), qui n'obtient que 0,4 % des voix et échoue à obtenir un siège à la Chambre, provoquant sa disparition dans la foulée,.
Dans les années 1970, un parti au but similaire, Enrôlés de force, obtient un siège aux élections législatives de 1979 et réussit à faire reconnaître les conscrits comme des victimes de l'Allemagne nazie en 1981 ; le parti s'auto-dissout dans la foulée.

## Résultats électoraux
| Année | Voix    | %   | Rang | Sièges |
| ----- | ------- | --- | ---- | ------ |
| 1964  | 159 370 | 5,8 | 5e   | 2 / 56 |